# Ожаровиці (гміна)
Гміна Ожаровіце (пол. Gmina Ożarowice) — сільська гміна у південній Польщі. Належить до Тарноґурського повіту Сілезького воєводства.
Станом на 31 грудня 2011 у гміні проживало 5565 осіб.

## Територія
Згідно з даними за 2007 рік площа гміни становила 43.72 км², у тому числі:
- орні землі: 67.00%
- ліси: 14.00%

Площа гміни становить 6.80% площі повіту.

## Населення
Станом на 31 грудня 2011:
| Опис     | Загалом | Загалом | Чоловіки | Чоловіки | Жінки | Жінки |
| -------- | ------- | ------- | -------- | -------- | ----- | ----- |
| одиниця  | осіб    | %       | осіб     | %        | осіб  | %     |
| все      | 5565    | 100     | 2716     | 48.81    | 2849  | 51.19 |
| міське   | 0       | 0       | 0        |          | 0     |       |
| сільське | 5565    | 100     | 2716     | 48.81    | 2849  | 51.19 |

## Сусідні гміни
Гміна Ожаровіце межує з такими гмінами: Бобровники, Возьники, Козеґлови, Меженцице, Мястечко-Шльонське, Севеж, Сьверклянець.